# Minardi M188
A Minardi M188 egy Formula–1-es versenyautó, amellyel a Minardi csapat versenyzett az 1988-as Formula–1 világbajnokság során, valamint átépített, M188B típusjelzésű változatával az 1989-es idény legelején. Pilótái az 1988-as idény kezdetén Adrián Campos és Luis Pérez-Sala voltak, majd öt futam után az előbbit váltó Pierluigi Martini.

## Áttekintés
Mivel 1989-től amúgy is betiltották őket, a Minardi már 1988-ban megszabadult a Motori Moderni lassú és megbízhatatlan turbómotorjaitól, és helyette a Ford-Cosworth DFZ erőforrásokra váltottak. Ez a motor ugyan nem vehette fel nyers erőben a versenyt a turbókkal, viszont kis tömege és takarékossága miatt hasznos volt.
Az idény során Campostól megváltak, gyenge teljesítménye miatt, a helyére kerülő Martininek pedig már volt tapasztalata a csapattal. Ő is szerezte Detroitban az az évi egyetlen pontjukat. A konstruktőri tizedik helyen zárt a csapat, és összességében nem lehettek elégedetlenek, mert előrébb léptek.
1990-ben is ezzel az autóval, jobban mondva módosított változatával kezdték meg az idényt - a három verseny közül, melyen részt vettek, egyet sem tudtak befejezni.

## Eredmények
(félkövérrel jelölve a pole pozíció; dőlt betűvel a leggyorsabb kör)
| Év   | Csapat                | Kasztni       | Motor             | Gumik | Pilóták           | 1   | 2   | 3   | 4   | 5   | 6   | 7   | 8   | 9   | 10  | 11  | 12  | 13  | 14  | 15  | 16  | Pontok | Helyezés |
| ---- | --------------------- | ------------- | ----------------- | ----- | ----------------- | --- | --- | --- | --- | --- | --- | --- | --- | --- | --- | --- | --- | --- | --- | --- | --- | ------ | -------- |
| 1988 | Lois Minardi Team SpA | Minardi M188  | Ford-Cosworth DFZ | G     |                   | BRA | SMR | MON | MEX | CAN | DET | FRA | GBR | GER | HUN | BEL | ITA | POR | ESP | JPN | AUS | 1      | 10.      |
| 1988 | Lois Minardi Team SpA | Minardi M188  | Ford-Cosworth DFZ | G     | Adrián Campos     | KI  | 16  | NK  | NK  | NK  |     |     |     |     |     |     |     |     |     |     |     | 1      | 10.      |
| 1988 | Lois Minardi Team SpA | Minardi M188  | Ford-Cosworth DFZ | G     | Pierluigi Martini |     |     |     |     |     | 6   | 15  | 15  | NK  | KI  | NK  | KI  | KI  | KI  | 13  | 7   | 1      | 10.      |
| 1988 | Lois Minardi Team SpA | Minardi M188  | Ford-Cosworth DFZ | G     | Luis Pérez-Sala   | KI  | 11  | KI  | 11  | 13  | KI  | NR  | KI  | NK  | 10  | NK  | KI  | 8   | 12  | 15  | KI  | 1      | 10.      |
| 1989 | Minardi Team SpA      | Minardi M188B | Ford-Cosworth DFZ | P     |                   | BRA | SMR | MON | MEX | USA | CAN | FRA | GBR | GER | HUN | BEL | ITA | POR | ESP | JPN | AUS | 6*     | 11.      |
| 1989 | Minardi Team SpA      | Minardi M188B | Ford-Cosworth DFZ | P     | Pierluigi Martini | KI  | KI  | KI  |     |     |     |     |     |     |     |     |     |     |     |     |     | 6*     | 11.      |
| 1989 | Minardi Team SpA      | Minardi M188B | Ford-Cosworth DFZ | P     | Luis Pérez-Sala   | KI  | KI  | KI  |     |     |     |     |     |     |     |     |     |     |     |     |     | 6*     | 11.      |

* Pontot csak az M189-essel szereztek